# Eufairmairia cupreus
Eufairmairia cupreus är en insektsart som beskrevs av William Lucas Distant. Eufairmairia cupreus ingår i släktet Eufairmairia och familjen hornstritar. Inga underarter finns listade i Catalogue of Life.